# Maturitné oznámenie

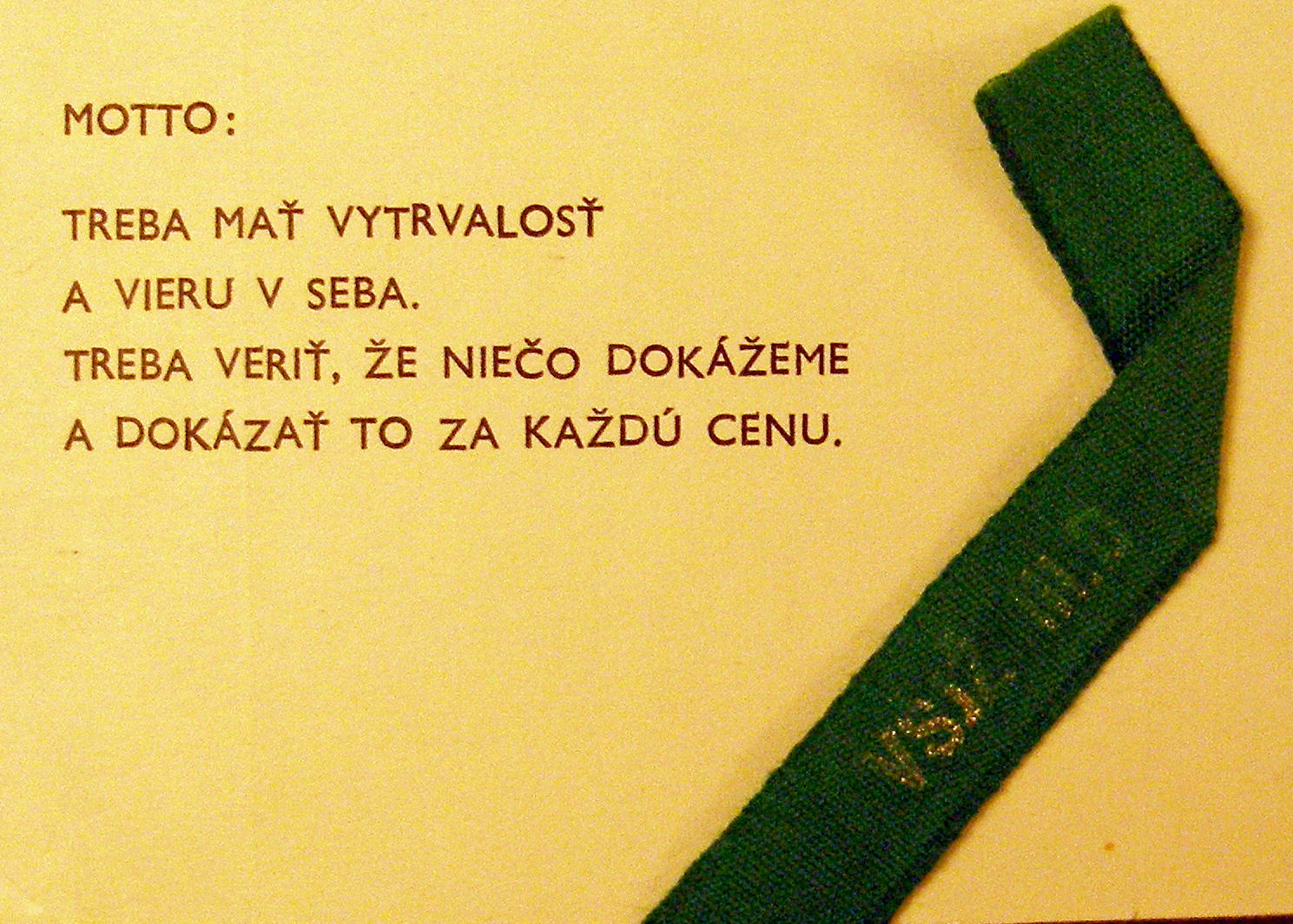
Motto der Maturitné oznámenie der Klasse III. D der Vojenská škola Jana Žižku z Trocnova in Bratislava von 1965

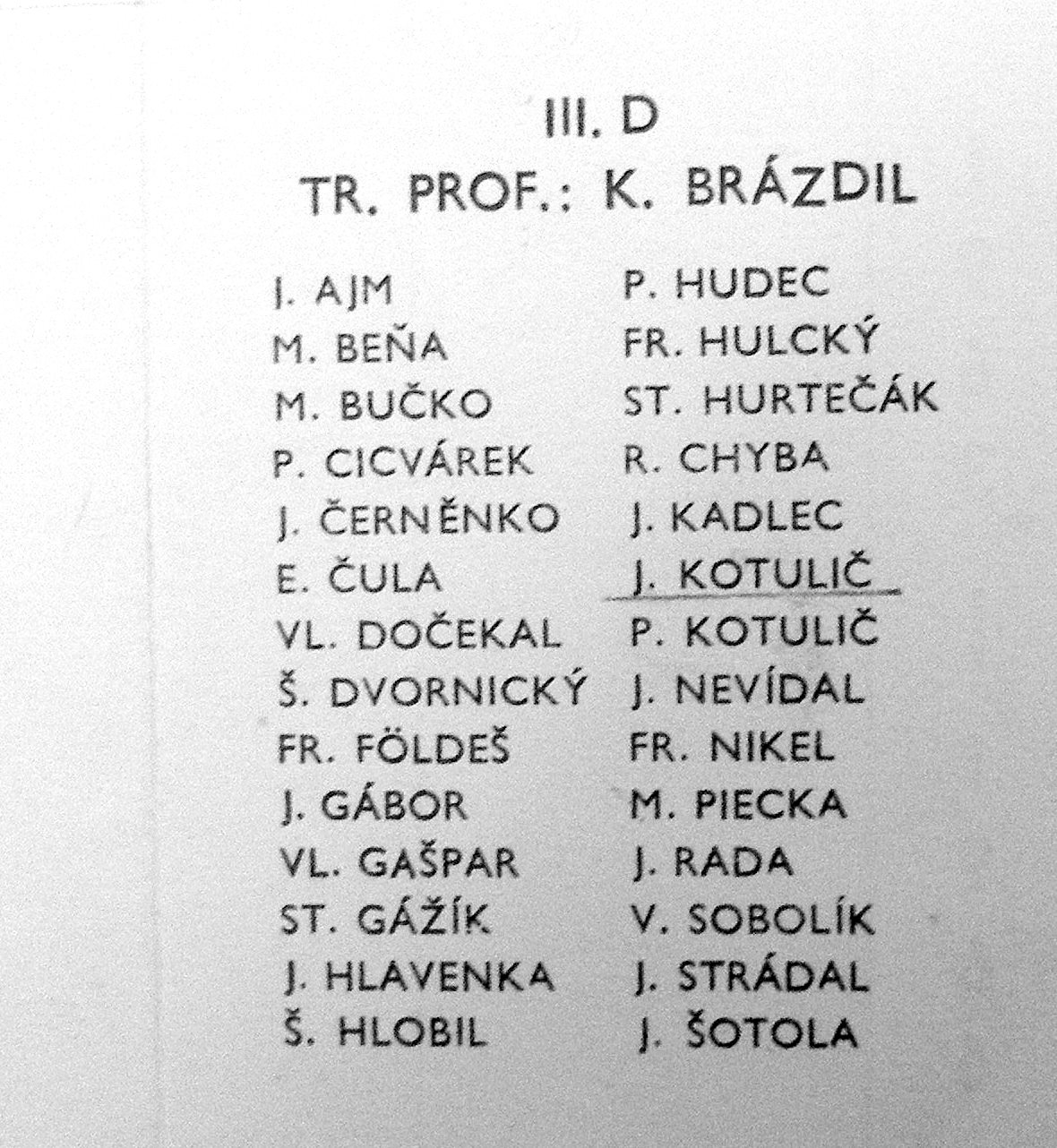
Liste der Schüler der Maturitné oznámenie der Klasse III. D der Vojenská škola Jana Žižku z Trocnova in Bratislava von 1965

Maturitné oznámenie ([maturitneː oznaːmeni̯ε] oder Maturitné oznamko [maturitneː oznamko], deutsch wörtlich Maturitätsbenachrichtigung, kurz Oznamko) ist eine schriftliche Mitteilung aus Papier mit Text und Foto von Schülern der Mittelschulen und Gymnasien in der Slowakei, die ihre Maturität ablegen.

## Form
Sie wird in Form von kleinen Karten mit dem Klassennamen, dem Namen der Schule und einer Liste der Schüler zusammen mit Schulleiter und Klassenlehrer und einem Platz für Foto und Motto erstellt. Je nach Hersteller stehen viele verschiedene Designs und Formen zur Auswahl. Die Firmen haben häufig ihre eigenen Grafikdesigner, die mit den Schülern kommunizieren, und teilweise eigene Fotografen, um Fotos für die Mitteilungen zu machen.
Die Klassen der Mittelschulen und Gymnasien bestellen oder erstellen rechtzeitig vor dem Stužková slávnosť (Schleifenfest) ihre eigenen Maturitätsbenachrichtigungen, damit sie diese zusammen mit einem festgeklebten Foto und gegebenenfalls mit einer Widmung für Familie, Freunde, Bekannte oder Lehrer rechtzeitig abgeben können. Die Benachrichtigung soll über den Eintritt des betreffenden Schülers in das Erwachsenenalter informieren und ihn selbst über sein bevorstehendes Stužková slávnosť informieren.